# Martti Välikangas
)Martti Välikangas (förfinskning av Buddén), född 1 augusti 1893 i Kuopio landskommun, död 9 maj 1973 i Helsingfors, var en finländsk arkitekt. Han utexaminerades som arkitekt från Tekniska högskolan 1895. Åren 1921-25 gjorde han studieresor till Italien, Spanien, Norra Afrikas länder, Frankrike, Tyskland och Skandinavien. Välikangas grundade sin egen arkitektbyrå 1920. Byggnadsstyrelsens överarkitekt var han 1937-40, och 1942-44 ledde han det statliga återuppbyggandet i staden Viborg.
Han är begravd på Sandudds begravningsplats i Helsingfors.